# Piotr Lipiec
Piotr Jakub Lipiec (ur. 5 maja 1976) – polski kardiolog, profesor nauk medycznych.

## Życiorys
Piotr Lipiec jest absolwentem I Liceum Ogólnokształcącego w Łodzi. W okresie szkolnym był stypendystą Krajowego Funduszu na rzecz Dzieci. Zdobył brązowy medal na Międzynarodowej Olimpiadzie Chemicznej w Chinach w 1995. Ukończył studia medyczne na Akademii Medycznej w Łodzi. W 2006 uzyskał na Uniwersytecie Medycznym w Łodzi doktorat na podstawie rozprawy Porównanie wartości diagnostycznej obciążeniowej echokardiografii perfuzyjnej oraz bramkowanej scyntygrafii perfuzyjnej u pacjentów z chorobą niedokrwienną serca (promotor – Jarosław Kasprzak). W 2009 habilitował się, przedstawiając dzieło Zastosowanie wybranych nowoczesnych technik obrazowania dla oceny żywotności mięśnia sercowego po ostrym zawale serca leczonym metodą pierwotnej angioplastyki. W 2014 uzyskał tytuł profesora nauk medycznych.
Zawodowo związany z Katedrą Kardiologii Wydziału Lekarskiego Uniwersytetu Medycznego w Łodzi, gdzie kieruje Zakładem Szybkiej Diagnostyki Kardiologicznej. Wypromował czworo doktorów.
Członek m.in. Europejskiego Towarzystwa Echokardiograficznego, Polskiego Towarzystwa Kardiologicznego (w tym członek zarządu głównego).
Żonaty, ojciec Michała.